# أذينة أرجوانية
الأذينة الأرجوانية (الاسم العلمي: Phlomis purpurea) نوع نباتي يتبع جنس الأذينة (باللاتينية: Phlomis) من الفصيلة الشفوية.

## الموئل والانتشار
موطنها المغرب العربي وإيبيريا.

## الوصف النباتي
النبات شجيرة معمرة.